# Axel Grönberg
Rolf Axel Einar Grönberg o Axel Grönberg (Norberg, Suècia 1918 - Estocolm 1988) fou un lluitador suec, guanyador de dues medalles olímpiques.

## Biografia
Va néixer el 9 de maig de 1918 a la ciutat de Norberg, població situada al comtat de Västmanland. Va morir el 23 d'abril de 1988 a la seva residència d'Estocolm.

## Carrera esportiva
Va participar, als 30 anys, als Jocs Olímpics d'Estiu de 1948 celebrats a Londres (Regne Unit), on va aconseguir guanyar la medalla d'or en la prova masculina de pes mitjà en la modalitat de lluita grecoromana, un metall que aconseguí revalidar en els Jocs Olímpics d'Estiu de 1952 realitzats a Hèlsinki (Finlàndia).
Al llarg de la seva carrera aconseguí guanyar dues medalles en el Campionat del Món de lluita, una d'elles d'or.